# Altiplà de Vidzeme

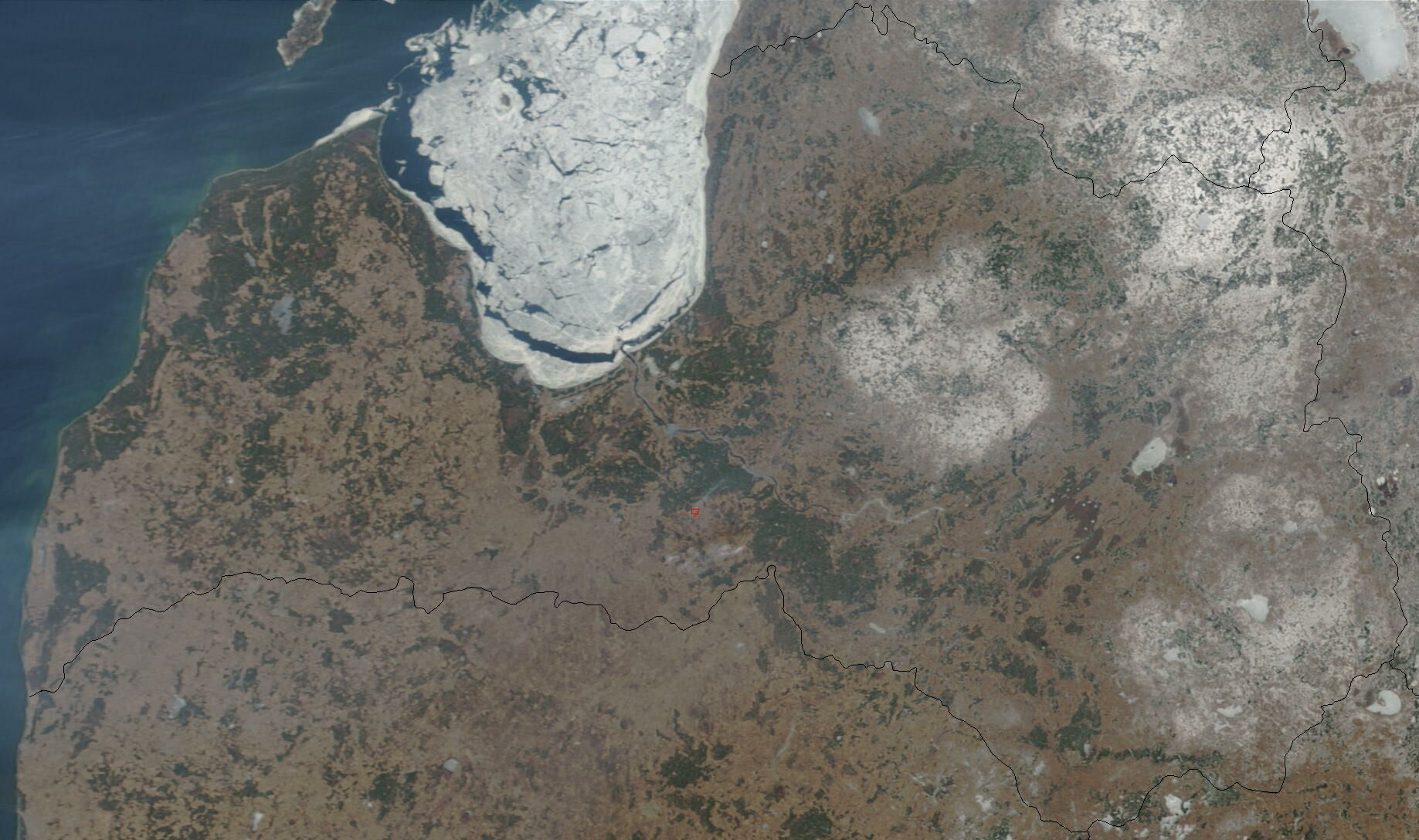
Imatge per satèl·lit de Letònia el març de 2003

L'altiplà de Vidzeme (en letó: Vidzemes augstiene) és un altiplà que és l'àrea muntanyosa de major altitud del nord-est de Letònia, anomenat així per la regió històrica de Vidzeme. De vegades se'l coneix com a Alitplà central de Vidzeme, per a distingir-lo de l'altra zona muntanyosa de Vidzeme, l'altiplà d'Alūksne, també conegut com el l'Altiplà de l'est de Vidzeme .

## Geografia
L'altiplà de Vidzeme és part de la divisòria d'aigües de les conques fluvials els rius Gauja i Dvinà Occidental. L'altiplà conté el punt més alt de Letònia, el turó de Gaizinkalns.
L'altiplà està format per una elevació de roca, coberta per dipòsits quaternaris que tenen el major gruix de letònia - una mitjana de 80 m, però en alguns llocs fins a 120-170 m de gruix. Per tant, la roca mare només queda al descobert en certs llocs als peus de la serra. L'altura mitjana és de 250 m.
S'hi pot trobar una sèrie de cims:
- Gaizinkalns (311,5 m) - el pic més alt de Letònia i el segon més alt dels països bàltics
- Sirdskalns (296,8 m)
- Nesaules kalns (284 m)
- Klētskalns (269 m)
- Bākūžu kalns (272 m)
- Elka kalns (261 m)
- Brežģa kalns (255 m)